# トルクベクタリング
トルクベクタリング（英語: torque vectoring）は、電子制御によって左右のハーフシャフトへのトルクを左右間で移動させる能力を持つ自動車の差動装置（ディファレンシャル、デフ）において用いられる技術である。トルクベクトリングまたは駆動力移動とも呼ばれる。ベクタリング（vectoring）は「大きさや向きを指定する」ことを意味する。この駆動力伝達の手法は近年全輪駆動車で普及してきた。より新しい四輪駆動車の一部は基本的なトルクベクタリングデファレンシャルも持つ。自動車産業の技術向上に伴い、トルクベクタリングデファレンシャルを搭載する車両が増えている。これにより、アンダーステアによるコースアウトや、オーバーステアによるスピンに陥りにくくなり、中高速域でのハンドリングと旋回性が向上する。

## 歴史
「トルクベクタリング」という語句は、リカルド社によって、同社の駆動列技術と関連して2006 SAE 2006-01-0818において初めて使用された。トルクベクタリングの着想は標準的なデフの基本原理に基づいている。トルクベクタリングデファレンシャルは基本的なデフの仕事（差動）をこなしながら、同時に車輪間で独立にトルクを伝送する。このトルク移動能力によって、ほとんど全ての状況において操縦性（ハンドリング）と牽引力（トラクション）が向上する。トルクベクトリングデファレンシャルはレースで最初に使用された。三菱のラリー車は本技術を使用した最初期の例である（アクティブ・ヨー・コントロールを参照のこと）。本技術はゆっくりと発展し、現在は少数の量産車に実装されてきている。今日の自動車におけるトルクベクタリングの最も一般的な使用は四輪駆動車である。

## 機能
トルクベクタリングの着想と実装はどちらも複雑である。トルクベクタリングの主たる目的は、個々の車輪へのトルクを独立に変動させることである。デファレンシャルは一般的に機械的な構成要素のみから成る。トルクベクタリングデファレンシャルは、標準的な機械部品に加えて電子監視システムを必要とする。この電子システムが、いつ、どのようにトルクを変動するかをデフに指示する。動力を受け取る車輪の数が少ないため、前輪駆動または後輪駆動デファレンシャルは全輪駆動デファレンシャルよりも単純である。トルク配分の影響は、抗力から生じるヨーモーメントの発生と、個々のタイヤによって発生する水平抵抗力の変化である。より大きな抗力が印加されると、発生しうる水平抵抗力が低減する。具体的な走行条件によって、ヨー方向の加速度を減衰させるか加えるかのトレードオフが決まる。この機能は技術的には独立しており、従来のパワートレインの駆動系装置や電気的なトルク源で実現することができる。また、実用的な要素としては、楽しさと安全性を両立させるブレーキ安定性機能との統合が挙げられる。

### 前輪駆動/後輪駆動
前輪駆動車または後輪駆動車のトルクベクタリングデファレンシャルはより単純であるが、全輪駆動車のデファレンシャルの利益の多くを共有している。前/後輪駆動車のトルクベクタリングデファレンシャルは2つの車輪間のトルクのみを変化させる。電子監視システムは2つの車輪のみを監視すればよいため、より単純である。前輪駆動デファレンシャルはいくつかの要素を考慮に入れなければならない。前輪駆動デファレンシャルは車輪の回転角およびステアリング角を監視しなければならない。これらの要素が走行中に変化すると、車輪に対して作用する力が変化する。デフはこれらの力を監視し、それに従ってトルクを調節する。多くの前輪駆動車のデフは特定の車輪へ送られるトルクを増大あるいは減少することができる。この機能によって、車両の悪天候の条件で牽引力（トラクション）を維持する車両の能力が向上する。1つの車輪が滑り（スリップ）始めた時、デフはその車輪へのトルクを減らすことができ、効果的にその車輪にブレーキをかける。また、デフは反対の車輪のトルクを増大させ、これによって出力をバランスよく配置すること、そして車両を安定に保つことを助ける。後輪駆動車のトルクベクタリングデファレンシャルは前輪駆動車と同様に機能する。

### 全輪駆動
ほとんどのトルクベクタリングデファレンシャルは全輪駆動車に搭載される。基本的なトルクベクタリングデファレンシャルは前後車輪間でトルクを変動させる。これは、正常な走行条件下では、前輪がエンジンのトルクの決められた割合を受け取り、後輪が残りを受け取ることを意味する。もし必要であれば、デフはより多くのトルクを前後車輪間で移動することができ、車両の性能を向上させる。
例えば、車両の標準的なトルク配分が、前輪に90%、後輪に10%となっているとする。必要に応じて、デフはこの配分を50対50に変更する。この新しい配分は、4つの車輪の間でより均等にトルクを分配する。トルク配分が均一になることで、車両の牽引力（トラクション）が向上する。
より先進的なトルクベクタリングデファレンシャルも存在する。前後輪間のトルク伝達を基本に、各車輪間のトルク移動機能が追加されている。これにより、より効果的に取り回し（ハンドリング）特性を向上させることができる。デフは各車輪を独立して監視し、その状況に合わせてトルクを配分する。

### 電気自動車
電気自動車の全輪駆動は、通常、各車軸に1つずつ、独立した2つの電動機で行われる。この場合、前車軸と後車軸の間のトルクベクタリングは、2つのモーター間の電力配分を電子的に制御するだけで、ミリ秒単位で行うことができる。
トルクベクタリングは、同じ車軸上に配置された2つの電気モータードライブを介して作動させると、さらに効果的である。ミュンヘン工科大学の実験車MUTEでは，特殊なトランスミッションユニットを採用しており，大きい方のモーターで駆動力を，小さい方のモーターでトルクベクタリング機能を実現している。4つの電気モーターを駆動する電気自動車の場合、無限の車輪トルク配分によって、同じ合計車輪トルクとヨーモーメントを発生させることができる。エネルギー効率は、車輪にトルクを配分する際の基準として使用することができる。

## トルクベクタリング技術の一覧

### 駆動力制御型
ATTS
本田技研工業の前輪左右駆動力配分システム
SH-AWD/i-VTM4
本田技研工業の前後輪と後輪左右の駆動力を自在に制御する四輪駆動システム
アクティブ・ヨー・コントロール
三菱自動車工業が開発したヨーモーメント・コントロール・デファレンシャル
S-AWC
三菱自動車のトルクベクタリング4WDシステム
ダイナミックトルクベクタリングAWD
トヨタ自動車が開発した走行状況に応じてリヤのトルクを左右独立で制御する技術
オールモード4x4-i（トルクベクトル付）
日産自動車が開発した駆動力電子制御四輪駆動システム
quattro
アウディブランドのトルクベクタリング四輪駆動システム
xDrive (Dynamic Performance Control)
BMWの4輪駆動システム
Rパフォーマンストルクベクタリング
フォルクスワーゲンの後輪の左右間のトルクを可変配分する技術
AMG TORQUE CONTROL（4MATIC+）
メルセデス・ベンツのトルクベクタリング装置。電子制御式の多板クラッチを2つ備え、それぞれが左右のリアドライブシャフトに接続されている。
トルクベクタリング（DIFF）
ランドローバーのトルクベクタリング技術の名称。

### ブレーキ制御型
アクティブ・トルク・ベクタリング
SUBARUの技術の名称。旋回時に内側後輪に制動をかけて外側の駆動力を大きくして旋回性能を高める技術。
ポルシェ トルクベクトリング プラス（PTV Plus）
旋回時に内側後輪に制動をかける。
アクティブコーナリングアシスト
トヨタの技術の名称。旋回時に内側前輪に制動をかけて車両の向きの外側への膨らみ（アンダーステア）を抑制する。
Agile Handling Assist
ホンダの技術の名称。旋回の進入時に内側の車輪に制動をかけ、脱出時に外側の車輪に制動をかける。
コーナリングトレースアシスト
ダイハツの技術の名称。旋回時に車両が外側に膨らんでいると検知すると、内側前輪に制動をかける。
トルクベクタリングバイブレーキ
ランドローバーの技術の名称。旋回時には内側後輪に制動をかける。
Dynamic Torque Vectoring
フォードのトルクベクタリングシステム。旋回時に内側前輪に制動をかけることで、外側後輪へトルクを移動させる
Electronic differential lock (XDS) またはelectronic transverse differential lock
フォルクスワーゲングループの技術の名称。高速旋回時に内側駆動輪に制動をかける。
トルクベクタリングブレーキ（Torque Vectoring Brake）
メルセデス・ベンツの技術の名称。旋回時に内側後輪に制動をかける。

## 関連技術
G-ベクタリング コントロール プラス
マツダが開発した応答性、安定性、旋回性を向上させる技術の名称。ステアリングを切った時にエンジンのトルクを制御して車両の前後荷重を移動させることで、応答性や安定性を向上させ、ステアリングを戻した時に前の外輪のブレーキをつまんで車両が直進状態に素早く戻るのを助ける。